# Quend
Quend – miejscowość i gmina we Francji, w regionie Hauts-de-France, w departamencie Somma.
Według danych na rok 2011 gminę zamieszkiwało 1389 osób, a gęstość zaludnienia wynosiła 37 osób/km² (wśród 2293 gmin Pikardii Quend plasuje się na 238. miejscu pod względem liczby ludności, natomiast pod względem powierzchni na miejscu 10.).